# Glinidi
I glinidi (conosciuti anche come meglitinidi) sono una classe di farmaci antidiabetici orali che agiscono come secretagoghi non solfanilureici. Chimicamente sono derivati dell'acido benzoico che, pur con struttura differente, conservano alcune proprietà delle sulfaniluree. Questi farmaci stimolano la secrezione insulinica in modo rapido e di breve durata. Per queste loro caratteristiche sono particolarmente indicati per il controllo della glicemia post-prandiale.
Il farmaco capostipite della classe, regolatori prandiali, è la repaglinide.

## Fisiologia
La fisiologica secrezione insulinica, dopo uno stimolo glucidico, si compone di due fasi: 
- fase rapida e intensa, la cui durata è di pochi minuti
- fase tardiva, meno intensa ma decisamente più prolungata nel tempo.

Il diabete mellito di tipo 2, ed in particolar modo nei primi anni di malattia, si caratterizza per la perdita della fase precoce.  Tale perdita associandosi al concomitante meccanismo dell'insulino-resistenza, viene considerata la principale responsabile dell'iperglicemia postprandiale di questi soggetti.

Con il perdurare della malattia compare e viene accentuandosi anche il difetto a carico della fase tardiva della secrezione insulinica, il quale condurrà progressivamente all'insulino-dipendenza.

## Meccanismo d'azione
Si legano al sito d'azione delle sulfaniluree, ovvero al canale per il potassio ATP-dipendente della cellule β del pancreas, bloccandolo e provocando perciò depolarizzazione della cellula e conseguente ingresso di ioni calcio, con liberazione finale di insulina. Inoltre, i glinidi si legano anche a un sito proprio.
L'unica differenza con le solfaniluree (SU) sta nella differente capacità di incrementare il flusso e quindi la concentrazione di ioni calcio dopo la chiusura del canale per il potassio ATP-dipendente.

## Indicazioni
Sono utilizzati nei pazienti con diabete mellito di tipo II che non hanno ottenuto un sufficiente controllo glicemico dopo restrizione calorica, adeguata attività fisica, ed utilizzo di un farmaco appartenente alla classe delle biguanidi (ad esempio la metformina).
Questa classe di farmaci può essere utilizzata in monoterapia, nei soggetti con diagnosi di diabete di tipo 2 di nuova diagnosi, normopeso oppure in lieve sovrappeso. In particolare in quei soggetti in cui nonostante il trattamento non farmacologico, dieta ed attività fisica, persiste un'iperglicemia post-prandiale. Le glinidi si sono dimostrate anche estremamente efficaci in combinazione con altre classi di farmaci ipoglicemizzanti, ad esempio biguanidi e glitazoni.

## Effetti collaterali ed indesiderati
Gli effetti avversi di questi farmaci, in relazione al citato meccanismo d'azione, sono per molti versi sovrapponibili a quelli delle solfaniluree ma di minore entità. In particolare possono determinare ipoglicemia ed incremento ponderale.

## Controindicazioni
Le glinidi sono controindicate nei soggetti affetti da insufficienza epatica. 
Repaglinide, che viene eliminata in gran parte per via biliare, può essere utilizzata anche nei pazienti affetti da insufficienza renale lieve (clearance della creatinina compresa tra 80 e 50 ml/min) o moderata (clearance della creatinina 30-50 ml/min).